# Pseudorupilia sola
Pseudorupilia sola es una especie de insecto coleóptero de la familia Chrysomelidae.
Fue descrita científicamente en 1995 por Grobbelaar.